# Honkanenjärvi
Honkanenjärvi är en sjö i Övertorneå kommun i Norrbotten och ingår i Torneälvens huvudavrinningsområde. Sjön har en area på 0,0644 kvadratkilometer och ligger 197,2 meter över havet. Honkanenjärvi ligger i Torne och Kalix älvsystem Natura 2000-område. Sjön avvattnas av vattendraget Matkaoja.

## Delavrinningsområde
Honkanenjärvi ingår i det delavrinningsområde (737987-183501) som SMHI kallar för Ovan Äijäoja. Medelhöjden är 202 meter över havet och ytan är 3,24 kvadratkilometer. Det finns inga avrinningsområden uppströms utan avrinningsområdet är högsta punkten. Matkaoja som avvattnar avrinningsområdet har biflödesordning 3, vilket innebär att vattnet flödar genom totalt 3 vattendrag innan det når havet efter 85 kilometer. Avrinningsområdet består mestadels av skog (77 procent). Avrinningsområdet har 0,06 kvadratkilometer vattenytor vilket ger det en sjöprocent på 1,9 procent.